# Črečan (żupania medzimurska)
Črečan – wieś w Chorwacji, w żupanii medzimurskiej, w gminie Nedelišće. W 2011 roku liczyła 434 mieszkańców.